# Чистоп (гора)
Чистоп — гора высотой в 1292 метра на Северном Урале. Находится в муниципальном образовании «Ивдельский городской округ» Свердловской области, Россия. Входит в хребет Чистоп.

## Географическое положение
Гора Чистоп расположена в Ивдельском городском округе Свердловской области. Является высшей горой хребта Чистоп, находится в северной части хребта. Западный и северный склоны весьма крутые, восточный склон по долине реки Тосамъи — пологий. Высота горы Чистоп — 1292 метра. До 750 метров гора покрыта редколесьем, тундрой и каменными россыпями.

## Описание
До 1990-х годов на плоской вершине горы располагалась радиолокационная станция, от которой в настоящее время сохранился фундамент купола и остатки разрушенных хозяйственных построек. Со стороны посёлка Ушма на вершину ведёт вездеходная дорога. Вершина имеет класс сложности – 1А. Хребет Чистоп располагается на водоразделе реки Ушмы с севера и реки Северной Тошемки с юга, которая ограничивает Чистоп с востока. На восточном пологом склоне массива берут начало 5 крупных ручьёв, на очень крутом западном склоне 6 небольших ручьёв.

## История горы
Гора входит в знаменитый «Мансийский треугольник», где отмечались паранормальные явления. 

## Флора и фауна
На горе встречаются многие ботанические редкости нашего края, представители арктической и южно-сибирской флоры.